# 109 (가수)
109(1995년 7월 23일 ~ )는 대한민국의 가수다. 2015년 11월 '찬영'이라는 활동명을 내걸고 활동하다가, 2017년 디지털 싱글 앨범 [전하고 싶은데]로 재데뷔했다.

## 발매 음반
- EP
  - 지금 만나야 해 (2019.04.21)
  - 깊은 밤 너와 나 (2020.05.17)
- 싱글
  - 전하고 싶은데 (2017.11.28)
  - 괜찮은 것 같기도 해 (2018.03.13)
  - 니가 보고싶을 때 (2018.07.19)
  - 별이 되지 않아도 돼 (2019.01.20)
  - 니가 아니면 (Feat. 블루니 of 위위) (2019.11.21)
  - 그게 다 사랑이었어 (2020.10.05)
  - 소등 (2021.01.21)
  - 좋아해 줘(2023.02.07)
  - 자리 (2023.08.01)
  - 창문(2023.11.01)
  - 새벽이 오면(2024.02.04)
- 참여 앨범
  - 네가 궁금해 (2018.12.07)
  - 네 생각으로 멈추지 않는 밤 (2019.02.19)
  - 명함 (2020.11.01)
  - 누군가의 플레이리스트 #13 (2023.02.25)

## 방송
- 아티스탁 게임 (2022) - Top20(12위)

## 경력
- 제3회 대한민국 청년의 날 홍보대사 (2019)